# Người Việt tại Triều Tiên
Người Việt tại Triều Tiên hay Người Triều Tiên gốc Việt, là nhóm người có gốc tích từ Việt Nam sau sang sinh sống tại bán đảo Triều Tiên. Họ có thể là hoàn toàn chỉ có gốc gác Việt Nam.
Sử liệu ghi nhận, lần đầu tiên có số lượng lớn người Việt di cư đến bán đảo Triều Tiên là vào cuối thời nhà Lý khi bị nhà Trần cướp ngôi và sát hại thì một số gia thần và vương tôn nhà Lý chạy thoát giong thuyền lên phía bắc đến Cao Ly tá túc. Vương triều Cao Ly đón họ và hậu duệ nhà Lý đến nay vẫn còn giữ được lai lịch mặc dầu đã bị đồng hóa.
Khoảng hơn 800 năm sau vào cuối thế kỷ 20 thì mới có nhóm người Việt có số lương lớn thứ hai đặt chân đến Hàn Quốc định cư. Con số này tăng nhanh khiến tính đến ngày 30/11/2016 thì số người Việt ở Hàn Quốc là 147.295 người (chiếm 7,4 % số người nước ngoài). Người Việt trở thành sắc dân đông thứ nhì trong các cộng đồng nước ngoài sinh sống tại Hàn Quốc...

## Lịch sử

### Thời cổ đại

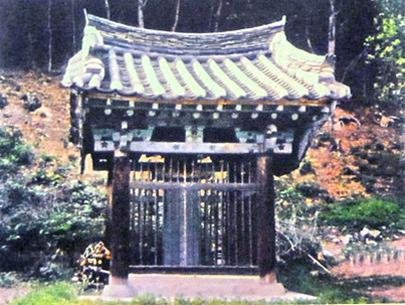
Cổng Thụ hàng môn, do vua Cao Ly truyền dựng để đánh dấu nơi quân Mông Cổ đầu hàng Lý Long Tường

Văn tịch ghi là Lý Dương Côn (李陽焜), con nuôi của vua Lý Nhân Tông, sau khi nhà Lý mất ngôi về tay nhà Trần, vì sợ bị bách hại nên bỏ trốn đến Cao Ly. Định cư tại xứ sở mới, ông được biết là vị tổ khai sáng ra một dòng họ Lý (tiếng Hàn Quốc: Yi) ở Jeongseon-gun (Hán Việt: Tinh Thiện quận), Gangwon-do. Ngành họ Lý đó tục gọi là dòng họ Lý Tinh Thiện (정선 이씨, Jeongson Yissi) vì coi Jeongseon-gun là quê (bổn quán: 본관, bon-gwan).
Ngoài ra hoàng tử Lý Long Tường (con trai thứ 7 của Lý Anh Tông), cũng thoát sang Cao Ly và lập ra dòng họ Lý Hoa Sơn (화산 이씨: Hwasan Yissi) ở Kumchon (Hán Việt: Kim Xuyên quận) nay thuộc Hwanghae Bắc (Bắc Triều Tiên).
Lý Long Tường có công ra giúp vương triều Cao Ly khi Cao Ly bị quân Mông Cổ xâm lăng.
Vào thời nhà Trần, Mạc Đĩnh Chi từng sang Cao Ly lấy vợ và sinh con, đến bây giờ hậu duệ vẫn còn.

### Thế kỷ 20
Cuối tháng 10/2015 các báo mạng tại Việt Nam đưa tin, ngày 23/05/2015 với tính chất cá nhân ông Ban Ki-moon cùng phu nhân đã đến dâng hương tại nhà thờ dòng họ Phan Huy ở xã Sài Sơn, huyện Quốc Oai, Hà Nội, Việt Nam. Các ảnh chụp lưu niệm, và lưu bút của ông ghi nhận ông "là một người con của dòng Họ Phan" kèm theo tên bằng chữ Hán 潘基文 (Phan Cơ Văn). Sự kiện và ý tứ trong lưu bút của ông dẫn đến suy diễn về việc "ông là hậu duệ của họ Phan Huy...". Tuy nhiên những người liên quan đều thận trọng về sự kiện này do "tính chất cá nhân" và dòng họ Phan Huy không tìm thấy tư liệu trong gia phả về các nhánh di cư. Họ Phan là một họ của người Á Đông, có ở Bắc Triều Tiên, Hàn Quốc, Trung Quốc, Việt Nam, và "Hội đồng họ Phan Quốc tế" đã từng tổ chức họp mặt giao lưu ở Trung Quốc.

## Cộng hòa Dân chủ Nhân dân Triều Tiên
Sau khi Triều Tiên bị chia cắt, sinh viên từ Việt Nam Dân chủ Cộng hòa đã sang Cộng hòa Dân chủ Nhân dân Triều Tiên du học đầu thập niên 1960, trước khi các cơ sở giáo dục bằng tiếng Triều Tiên được thành lập chính thức tại miền Bắc. Trước đây từng có vị đại sứ Việt Nam tại Triều Tiên là một người tốt nghiệp tại Đại học Kim Nhật Thành.

## Hàn Quốc
Người Việt di cư sang Hàn Quốc sau này nhưng đã tăng về số lượng, gồm công nhân, phụ nữ lấy chồng Hàn Quốc thông qua các đơn vị môi giới hôn nhân. Năm 1994, có 20.493 người lao động nhập cư từ Việt Nam đến Hàn Quốc bằng hộ chiếu tu nghiệp sinh, đến năm 1997,con số này đã tăng 10% lên 22.325 người. Phần lớn công nhân nhập cư Việt Nam tại Hàn Quốc là nam giới có tay nghề thấp hoặc không được đào tạo nghề và làm trong các công ty vừa và nhỏ sử dụng nhiều lao động chân tay như ngành chế tạo và ngư nghiệp.
Theo Ủy ban Nhà nước về người Việt Nam ở nước ngoài, tính đến hết tháng 5-2013, cộng đồng người Việt Nam tại Hàn Quốc có khoảng 117.215 người, trong đó đa số là lao động xuất khẩu, cô dâu Việt lấy chồng Hàn và khoảng 5.000 lưu học sinh. Ngoài ra, có khoảng 5.000 người Việt thuộc dòng họ Lý Hoa Sơn và Lý Tinh Thiện là hậu duệ đời nhà Lý ở Việt Nam di cư sang Triều Tiên từ thế kỷ thứ 12, 13. Cộng đồng người Việt ở Hàn Quốc tuy không đông về số lượng nhưng đã có những hành động thiết thực giúp nhau, đóng góp cho đất nước. Ngoài ra, Văn hóa Việt, tiếng Việt rất được người Hàn Quốc coi trọng. Và bắt đầu từ năm 2013, tiếng Việt sẽ là một trong những thứ ngoại ngữ tự chọn để thí sinh tại Hàn Quốc thi vào các trường đại học
Thống kê từ Trung tâm toàn cầu tỉnh Gyeonggi cho biết, tính đến ngày 30/6/2013, số lượng người Việt Nam ở Hàn Quốc đã là 121.456 người (đứng thứ ba trong tổng số 1.522.554 người nước ngoài đang sinh sống ở Hàn Quốc, chỉ sau Trung Quốc và Mỹ). Con số này thực ra đã giảm hơn 600 người so với cùng kỳ năm 2012 (số người Việt Nam ở Hàn Quốc năm 2012 là 122.082 người). Cũng theo thống kê này, số người Việt Nam sinh sống hợp pháp ở Hàn Quốc là 94.357 người, và số người bất hợp pháp là 27.099 người.

### Bỏ trốn theo phái đoàn ngoại giao
Tối ngày 23/9/2019, Báo, đài truyền hình Hàn Quốc đồng loạt đăng về việc 9 người trong đoàn Quốc Hội Việt Nam bỏ trốn tại Hàn Quốc.
Ngày 4 đến ngày 7/12/2018 đoàn Quốc Hội Cấp Cao của Quốc Hội Việt Nam do chủ tịch quốc hội. Nguyễn Thị Kim Ngân dẫn đầu đoàn đã có chuyến thăm chính thức 4 ngày tại Hàn Quốc. Tuy nhiên có 9 thành viên trong đoàn đại biểu này đã không xuất cảnh vào thời điểm đó.
Bản thân phía chính phủ Hàn Quốc cũng không hề biết về sự việc cho đến đầu năm 2019, một trong số 9 người ở lại Hàn Quốc đã tự thú về nước. Phía chính phủ Hàn Quốc bắt được thêm một người nữa và tiến hành hành trục xuất về nước, còn 7 người khác vẫn đang trốn tại Hàn Quốc.

### Sinh viên Việt
Theo Vietnam News và Asia News Network, tổng cộng tính tới cuối năm 2019 hiện có hơn 37.400 sinh viên Việt Nam trên khắp Hàn Quốc, tăng hơn 10.000 người so với cùng kỳ năm ngoái. Nữ giới Việt Nam tới Hàn Quốc hứng chịu định kiến tiêu cực rằng họ tới Hàn Quốc chỉ để cố kết hôn với công dân nước này.

### Người Việt lao động ở Hàn Quốc
Tính đến cuối năm 2019, hiện Việt Nam có hơn 48.000 lao động đang làm việc tại Hàn Quốc. Việt Nam là nước xuất khẩu lao động lớn thứ hai sang Hàn Quốc.
Theo thống kê của Cục Xuất nhập cảnh, Bộ Tư pháp Hàn Quốc, năm 2015 có 26.340 lao động Việt Nam lưu trú bất hợp pháp tại nước này.
Theo báo cáo của Bộ LĐTBXH, tính đến tháng 2.2017, tỉ lệ lao động bất hợp pháp cả nước so với những người được phép tại Hàn Quốc ở mức như sau: Lâm Đồng - 68.18%; Quảng Ngãi - 50.94%; Điện Biên - 58.82%; Quảng Bình - 51.37%, Thừa Thiên Huế: - 48.28%, Thanh Hóa - 45,21%, Hà Tĩnh - 45,75%, Sóc trăng - 46.15%, Nghệ An - 43.15%).

### Phụ nữ Việt  ở Hàn Quốc
Hiện nay, Hội phụ nữ tại Hàn Quốc cũng như Hội Người Việt Nam tại Hàn Quốc đều mở những văn phòng hỗ trợ cộng đồng. Tại đây, có cả một đội ngũ nhân viên làm công tác thông dịch, hỗ trợ tư vấn 24/24h cho tất cả những phụ nữ gặp vấn đề rắc rối gia đình. Ngoài ra, Hội phụ nữ tại Hàn Quốc đã và đang nỗ lực kết nối với những cơ quan chức năng để kêu gọi sự giúp đỡ khi cần thiết và yêu cầu có biện pháp nghiêm minh để xử lý những vụ bạo lực gia đình.